# Garde au sol
La garde au sol est, sur un véhicule, la distance entre le sol, sur lequel reposent, par exemple, les pneus, et le point le plus bas du châssis, qui ne doit pas entrer en contact avec le sol.
Des marche-pieds rétractables sont parfois utilisés afin d'accéder aux véhicules avec une grande garde au sol,.

## Quatre roues

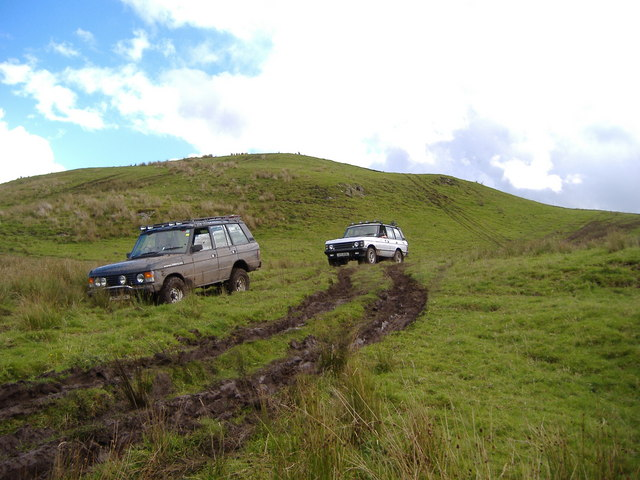
Dans ce chemin, un véhicule avec une garde au sol élevée pourra rouler dans les traces de son prédécesseur

Sur les véhicules à 4 roues, avoir une garde au sol petite permet d'effectuer des virages assez forts en raison de l'abaissement du centre de gravité, c'est pourquoi beaucoup de modèles de sport ou de compétition sur route ont cette caractéristique. Une garde au sol faible va aussi servir à favoriser l'effet de sol sur les voitures qui sont conçues pour l'utiliser.
En revanche, une garde au sol élevée sera appréciée en terrain difficile car elle permettra de rouler sur les obstacles (cailloux, branches ...) et d'assurer un contact au sol des roues dans les terrains plus fréquentés, où les véhicules précédents ont créé un enfoncement de la terre par rapport au reste du terrain.
Lorsque le véhicule est lourdement chargé, la garde au sol peut être plus basse.
On peut parfois jouer sur le diamètre des roues pour augmenter la garde au sol.
Certaines voitures type luxe ou SUV ont une commande permettant de modifier la garde au sol.
La voiture avec la garde au sol la plus élevée est la Jeep Wrangler Unlimited.

## Deux roues
Sur les motos, la garde au sol désigne la distance entre le sol et la partie la plus basse de la moto (hors roues). Ceci joue donc sur l'inclinaison maximale du véhicule dans les virages avant qu'il n'entre en contact avec le sol. Une garde au sol agrandie permet de pencher davantage en virage, donc de prendre les virages plus rapides sans risque de causer des dommages mécaniques du fait d'un appui sur les éléments les plus larges et bas de la moto.
Pour agrandir la garde au sol d'une moto, on peut :
- surélever les éléments bas les plus larges ;
- raidir les suspensions (la garde au sol est influencée par l'état d'enfoncement des suspensions, qui tendent à se compresser dans les virages sous l'effet de la force centrifuge).

Enfin, sur circuit seulement pour des raisons de sécurité, on peut améliorer la capacité de virage de la moto en déhanchant vers l'intérieur du virage, déplaçant ainsi le centre de gravité de l'ensemble pilote/moto. Ainsi, la moto pourra prendre des virages plus serrés sans changement de la garde au sol.
Les motos modernes misent surtout sur l'élargissement des pneumatiques, ce qui permet aux pilotes de compétition de prendre des virages impressionnants presque sans déhancher.

## Vélo
À vélo, les problèmes de garde au sol sont influencés par le pédalier.
Pour prendre un virage plus vite sans risquer d'accrocher la pédale intérieure, le cycliste doit arrêter de pédaler et garder relevée la pédale qui se trouve du côté intérieur du virage. Dans cette configuration, étant donné la largeur des vélos, il n'y a aucun risque d'accrocher le sol, alors que ce risque est important si le cycliste continue à pédaler ou garde la pédale intérieure baissée.

## Aéronautique
En aéronautique, la garde au sol est la distance entre le point le plus bas de l'appareil lorsque le train d'atterrissage est rentré et le sol lorsque l'appareil est au sol avec le train sorti.
Souvent, une garde au sol élevée sert aux avions capables d'opérer sur des pistes non-goudronnées d'éviter que des débris soulevés par les roues n'endommagent l'appareil.
Certains avions de transport ont la capacité de comprimer leur amortisseurs à l'arrêt et ainsi réduire leur garde au sol afin de faciliter le chargement/déchargement.
La garde au sol des avions à hélices est souvent déterminée par le diamètre et la position de cette dernière. Ainsi, un avion avec des hélices placées en bas comme un De Havilland Dragon Rapide aura une garde au sol assez grande et un avion avec des hélices placées en haut comme un CASA CN-235 aura une garde au sol assez réduite.

## Manutention
Les équipements type transpalette, gerbeur, chariot élévateur réduisent leur garde au sol afin de se glisser sous les palettes ou pour les poser et l'augmentent pour les porter et commencer ensuite le déplacement.